# 仮面ライダー (漫画)
『仮面ライダー』（かめんライダー）は、『週刊ぼくらマガジン』および『週刊少年マガジン』に連載された石森章太郎（石ノ森章太郎）の漫画。

## 概要
1971年に特撮テレビ番組『仮面ライダー』の放映に先行し、講談社の『週刊ぼくらマガジン』にて連載を開始。同誌の廃刊後は掲載誌を『週刊少年マガジン』に移した。
一般的には原作版と呼ばれることが多いが、厳密には本作品の映像化としてテレビ版が制作されたのではなく、その企画を元に執筆されたメディアミックスにあたる。石ノ森が原作者名義となっているのは本作品の執筆だけではなく、企画段階で設定とキャラクターデザインを提供したことなどによる。ただし、公式資料や関連書籍においても原作版と表記されることがある。
テレビ版では語られなかった設定や異なる部分が多く、ストーリーも序盤はテレビ版に準ずるものだが、中盤以降は独自の展開となっている。改造人間の苦悩や、単なる悪の組織ではないショッカー、現代にも通じる社会風刺など、石ノ森テイスト溢れる内容となっている。
『ぼくらマガジン』時代は大きなコマを多用した迫力ある描写が重視されたが、『少年マガジン』時代ではストーリーが重視されてコマ割りも細かくなっている。
ショッカーの大規模計画が仮面ライダーに阻止される第6話「仮面の世界」で連載は終了し、ショッカーとの決着や本郷猛と一文字隼人の行く末は語られない。その後、本郷と一文字の物語は石ノ森によって描かれることはなく、作品展開はすがやみつるなどの彼に従事した漫画家たちによって、テレビ版に準じた展開で引き継がれていくことになる。
2004年には、本作品の続編とされる小説『仮面ライダーEVE-MASKED RIDER GAIA-』が早瀬マサトによって発表されている。

## 連載経緯
テレビ版の企画が進められていた1970年12月末、毎日放送から石森による漫画連載が要望された。これを受けた石森プロの加藤昇は『週刊少年マガジン』編集長の内田勝へ連絡を入れるが、彼は家族旅行に出ており、年明けまで不在の予定となっていた。しかし、加藤は八丈島の内田の宿泊先を突き止め、連載の確約を取り付けた。
年度初めでは新連載が多いためにページ数が取れず、『マガジン』本誌ではなく『週刊ぼくらマガジン』での連載となった。これについて加藤は、ページ数が取れたので結果的に良かったのではないかとしている。
石森は仮面ライダーは肉体が変化した姿と想定していたが、テレビ用に決定されたデザインは服を着ているようにしか見えなかったため、本作品では改造された姿を隠すために仮面を被っているという設定を加えた。

## 登場人物
声の出演はまんがビデオ版のもの。

### 仮面ライダーとその協力者
本郷 猛 / 仮面ライダー1号
声 - 藤岡弘、
富豪・本郷家の御曹司にして城北大学生物学研究室の学生。25歳。ショッカーによってバッタの改造人間に改造されるが、脳改造の直前に緑川博士の手引きによって逃亡する。感情が高ぶると改造手術によって生じた醜い傷跡が浮かび上がるため、仮面で隠している。「仮面ライダー」として戦うようになってからは本郷家の財産を使い、ショッカーと戦うための研究所を設立する。
ショッカーライダーとの戦いで命を落とすが脳死には至っておらず、まもなく研究所のカプセル内に保管された脳髄のみで生き続けることとなる。そこから一文字とテレパシーで交信することで状況を把握し、時には彼に助言を与えたりもする。終盤には飛行能力を有する機械の身体に脳髄を移して前線へ復帰し、一文字や滝と共に戦う。
一文字 隼人 / 仮面ライダー2号
声 - 小野寺丈
第4話で本郷の前に現れた青年。本郷との初対面時には毎朝新聞記者を名乗るが、それは彼に近づくための詐称であり、正体は本郷抹殺の命を受けたショッカーの戦闘員（コンバットマン）にして、ショッカーライダー12人のうちの1人でもある。腕の改造手術の傷跡で気づかれた後の戦闘中に頭部へ仲間の銃弾を受けたことで洗脳が解け、他の11人を全滅させる。その後は本郷の遺志を継いで第二の「仮面ライダー」となり、ショッカーと戦う。なお、ショッカーライダー当時に使っていた銃は、仮面ライダーとして戦うようになってからは一度も使っていない。
テレビ版と同様にフリーのカメラマンを生業としているが、本作品では広島原爆を題材にした写真集『黒い雨を追って』を出版した身でもあるなど、テレビ版以上に明確に設定されている。
緑川博士
声 - 納谷六朗
本郷の恩師。ショッカーに強制されての協力中に本郷を手引きして共に脱出するという役どころはテレビ版と同様であるが、本作品ではより意志の強い人物として描かれている。脱出計画の一環として本郷を改造人間に推薦し、彼が改造される前に共に脱出する予定が改造された後となってしまったことを、後悔している。本郷と共にショッカーと戦う決意を固めていたが、50号倉庫でくも男に裏切り者として抹殺される。
立花藤兵衛
声 - 糸博
先代当主である本郷の父の代から本郷家に仕えている執事。禿げ上がった頭部に白髪の口髭をたくわえ、剣道5段の腕前を持つ。先代当主からの財産を本郷に渡し、彼に仕える。漫画版『仮面ライダーアマゾン』にも登場する。
緑川 ルリ子
声 - 島本須美
緑川博士の娘。城北大学1年生。当初は緑川博士を殺したのは本郷だと誤解して彼を憎んでいたが、真相を知ってからは本郷に協力するようになった。くも男に襲われたり、バット＝ウイルスで吸血鬼化したりと、災難が多い。仲間の誤射で頭部を負傷したことで洗脳が解けながらも死にかけている一文字を手当てしたことで彼の命を救う。本郷の死を境に登場しなくなる。
本郷邸研究所所員
第4話で設立された本郷邸地下研究所のスタッフ。立花は本郷の改造された身体を元に戻すための研究所を構想していたが、本郷の意向でショッカーとの戦いを有利にするために組織された。本郷家の経済力によって集められた科学者集団で、ショッカーの存在を知り、仮面ライダーの戦いをサポートするための研究に従事している。新サイクロン号の開発、ライダー服のメンテナンス、戦死した本郷の頭脳のみを摘出してその命を保つなど、その技術水準は現代科学を凌駕している。しかし、医学的な水準はショッカーに及ばず、白血病に侵された浩二を救うことはできなかった。
滝 二郎
声 - 内田直哉
FBI捜査官。テレビ版の滝和也に相当するが、容姿は異なる。ショッカーの計画を捜査中に一文字と出会い、それ以降は共同戦線を組む。ニヒルで不敵な性格に見えるが、白血病の少年・浩二の容態を見てショッカーの医学者をさらってくることを提案したり、単身でショッカー基地に侵入しようとする一文字を止めようと説得を試みるなど、正義感の強さも見せている。最後は復帰した本郷に助けられ、脚を負傷しつつもショッカー基地から生還する。
浩二
声 - 小林優子
両親の被爆のために白血病を被っている少年。そのため、短い余命の中で一文字のことを慕っており、彼が見舞いに訪れるたびに痩せ我慢して元気に振る舞っている。一文字はショッカーのアジトから医者をさらうなど浩二のために奔走するが、一文字がショッカーの巨大計画から戻ってきた時には、浩二は息を引き取っていた。
順子
声 - 佐久間レイ
浩二の姉。日の下電子の受付嬢であり、一文字に想いを寄せられている。武装解決の日本に絶望している。
美代
一文字の幼馴染の女性。水底村という小さな漁村に住み、ショッカーに操られてしまう。
一文字 松五郎
隼人の父。妻と共にショッカーに操られ、水底村の海神祭りのお面を被ったまま隼人によって命を落とす。
ヒロミ
ルリ子の友人。こうもり男のバット＝ウイルスで吸血鬼化し、老衰死する。
透
父がショッカー傘下の工場の公害闘争に関わる少年。
正夫
透の友人。愛犬ダリがへび姫メドウサによって発狂してしまう。
日下 礼奈
声 - 折笠富美子
日の下電子の社長令嬢。一文字に助けを求める。
日下 甲之助
礼奈の父にして日の下電子社長。腕時計型の洗脳メカでビッグマシンに操られ、「10月計画」（オクトーバー・プロジェクト）に加担してしまう。

### ショッカー
世界征服を目論む謎の秘密結社。混沌とした世界に革命を起こし、平和と秩序ある世界の構築を掲げる世界規模の革命集団とされるが、実体は自らを選ばれし者と自負する優生思想結社で、世界各地に拠点を持ち、そこで選ばれた人間だけをスカウトや拉致などで組織に加え、組織の改造人間たちがそれ以外の人間を家畜のように支配する独裁社会の構築を目論む。
※作中で名前が明かされていない者は、『石ノ森章太郎キャラクター図鑑 Volume 002』（2001年、ぶんか社、ISBN 9784821107247）に準じた。
総統「ショッカー」
ショッカーを支配する謎の怪人物。別名「ゴッドショッカー」とも言われる。姿を見せず、声だけで配下の怪人に指令を送る。自らの支配下の改造人間たちが支配する、独裁社会の構築を目論む。自らに逆らう者や裏切り者、無能な者には容赦ない制裁を加えるが、改造人間自体が貴重な配下であるため、作中では任務に失敗した怪人に制裁を加えるシーンはなく、逆にチャンスを与えて改造修復を施す。本作品では最後まで正体が不明であったが、後に『仮面ライダーEVE』で明らかになる。
くも男（蜘蛛男）
声 - 中村大樹
ショッカーを裏切った本郷と緑川博士を抹殺するために現れる、最初の怪人。テレビ版とは異なり、4本の腕を持つ。
うつぼ男
水棲怪人。仮面ライダーに敗れて断崖から落下したくも男を救出し、本部に連れ帰る。戦闘シーンは無い。
はち女
ショッカーの基地内で、本郷がくも男を倒したことについてこうもり男と会話する。
こうもり男（蝙蝠男）
吸血怪人。牙で人間の首筋に咬み付き、人間を自由に操るバット＝ウイルスを注入する。ウイルスに侵された人間は牙が生えて他人に咬み付き、ウイルスに感染させて仲間にしてしまう。ウイルスに侵された者は、強い衝撃を受けると身体が灰のように崩れ落ちてしまう。テレビ版以上にコウモリ似の姿に描かれている。
コブラ男 / 晴彦
ショッカー傘下の工場の公害闘争を闇に葬るべく、その中心人物を殺害していた。
へび姫メドウサ / 美代子
コブラ男の恋人だった女性。生き物を発狂させた後に石化させて殺害する毒針を使う。
ショッカーライダー
声 - 伊崎寿克
死と裏切りを指す「13」人目の本郷を抹殺するために造られた、一文字を含む12人の仮面ライダー（改造人間部隊）。腕と脚に白いラインが入っていることを除き、全員が本郷と同等の仮面ライダーとしての性能や容姿を有しており、エンブレムのないサイクロン号と同じ外観のオートバイを使用する。また、サーベルやレーザーガンで武装している。
12人での初戦では本郷を取り逃がしたため、一文字が本郷をおびき出し、残る11人が一斉に襲撃する。一部の者が本郷に倒されながらも変身する隙を与えず、残りの者が巧みな連携で追い詰めて一斉射撃で本郷を抹殺した後、洗脳が解けた一文字によって全滅させられる。
「集団で登場する敵方の仮面ライダー」という発想は、テレビ版のショッカーライダー6人という形で映像化されている。また、「主人公とその敵の仮面ライダー12人」という配置は、平成シリーズの『仮面ライダー龍騎』に使用されている。
カニ男（クラブマン）
水底村で生物兵器の実験を担当していた怪人。固い外骨格に身を包む。ペンダントに仕込まれたリモコン装置で村人たちを操り、空とぶしびれエイやサメ爆弾で一文字を襲うが、彼によって両腕を失ったうえに基地へ潜入され、基地104号ごと自爆する。
カニ男（クラブマン）に関連するキャラクター
カニバブラー
テレビ『仮面ライダー』第19話に登場。カニ男（クラブマン）が原案とされている。
かにおとこ
同作者の『たのしい幼稚園』版の漫画に登場するカニモチーフのショッカー怪人。

毒蛾怪人 / 千草
声 - 坂口候一（毒蛾怪人）、出口佳代（千草）
日の下電子社長の日下甲乃助の女性秘書、千草に変装した怪人。「10月計画」（オクトーバー・プロジェクト）の協力者。口を槍状に変形させ、改造人間すら眠らせる毒鱗粉を使う。一文字に怪しまれたことから正体を現し、鱗粉で眠らせてショッカー本部に連れ帰ろうとしたが、礼奈と仲間たちに一文字を奪われてしまう。その後の消息は不明。
ジャガーマン（ヒョウ男）
表の顔はショッカーの系列会社、日の下電子のガードマン。その正体は本物の黒豹の姿（二足歩行の獣人ではない）であり、テレビ版の同名怪人とは完全に別物である。「ジャガーマン」は自称で、一文字には「ヒョウ男」と呼ばれる。「10月計画」の協力者。ライダースーツすら切り裂く電磁牙と爪で一文字を苦しめるが、滝にビームガンで背後から撃たれ、倒される。
戦闘員（コンバットマン）
声 - 櫻井孝宏
怪人の指揮下にいる改造人間。ヘルメットとマシンガンで武装している。指揮する怪人（蜘蛛男やコブラ男など）によってコスチュームが異なるほか、第1話には特定の怪人に所属していないと思われる者も登場している。
イソギンチャク男
第5話に登場。基地104号に潜入した一文字と戦った。
イソギンチャク男に関連するキャラクター
イソギンチャック
テレビ『仮面ライダー』第49話に登場。テレビ版のイソギンチャックとイソギンチャク男はデザインが異なるが、一部の書籍ではイソギンチャックを想起させるとされている。

エビ男
第5話に登場。クラブマンとともに基地104号にて一文字と戦う。
オオカミ男
第6話に登場。富士山麓のコンピューター基地（10月計画の本拠地）を警護する。
テレビ版では大幹部ゾル大佐が変身した姿だが、漫画版では一般怪人で、容姿もまったく異なる。
その他の怪人
第6話：ショッカー本部のモニターにヤモゲラスやモグラングやドクガンダー（成虫）など12体の怪人が映っているほか、ナメクジラとプラノドンとハエ男の3体が一文字と戦う。また、ケンタウロス（型の怪人）が滝を襲撃している。雇われた殺し屋の男や、ショッカー牧場を管理する老人も登場している。
ビッグマシン
声 - 渡部猛
「10月計画」の大幹部でコンピューター怪人。目から機械を狂わせる特殊超音波を放ち、飛行能力を持つ。全身が機械化されている。日の下電子を利用した果てに自らの特殊超音波を本郷に利用されて基地のコンピューターを破壊してしまい、地底基地の爆発に巻き込まれる。死亡したと思われていたが、『仮面ライダーEVE』にて再登場している。
ビッグマシンに関連するキャラクター・兵器
地獄大使
テレビ『仮面ライダー』に登場するキャラクター（ショッカーの大幹部）。デザインはビッグマシンがベースとなっている。
ザンジオー
映画『仮面ライダー対ショッカー』に登場するキャラクター。蛇腹状のデザインはビッグマシンがモチーフとなっている。
ベアーコンガー
テレビ『仮面ライダー』に登場するキャラクター。単眼のデザインはビッグマシンがモチーフとなっている。
ビッグマシン
映画『仮面ライダー×スーパー戦隊 スーパーヒーロー大戦』に登場する同名の兵器。名前の由来は、本作品のビッグマシン。
OOOOOO（ヘキサオーズ）、ショッカー首領
それぞれ、ジオラマ小説『S.I.C. HERO SAGA KAMEN RIDER OOO EDITION -OOZ-』『S.I.C. HERO SAGA MASKED RIDER DEN-O 『ロスト・トレイン』』に登場。それぞれビッグマシンと同様の能力を使用する。

## サブタイトル
1. 怪奇くも男（ぼくらマガジン 1971年16号-17号）
2. 空とぶ吸血魔人（ぼくらマガジン 1971年18号-23号）
3. よみがえるコブラ男（少年マガジン 1971年23号-28号）
4. 13人の仮面ライダー（少年マガジン 1971年29号-34号）
5. 海魔の里（少年マガジン 1971年35号-41号）
6. 仮面の世界（マスカーワールド）（少年マガジン 1971年42号-53号）

## 単行本
- 少年マガジンカラーコミックス（講談社）全5巻
- サンコミックス（朝日ソノラマ）全4巻
- サンワイドコミックス（朝日ソノラマ）全2巻
- 愛蔵版（中央公論社）全1巻
- 中公文庫（中央公論社）全3巻
- 石ノ森章太郎選集 Shotaro World（メディアファクトリー）全3巻
- ChukoコミックスLite（中央公論社）全4巻
- 角川マンガ（角川書店）全2巻
- 石ノ森章太郎萬画大全集（角川書店）全3巻
- My First BIG SPECIAL（小学館）全2巻 ※第2巻に『仮面ライダーBlack』第1話を併録
- 秋田文庫（秋田書店）全2巻
- 仮面ライダー 1971 《カラー完全版》BOX（復刊ドットコム） ※幼年誌で連載された物とレコード用の漫画版を併録

メディアファクトリー・角川書店・小学館・秋田書店、復刊ドットコムからは、従来の単行本に未収録の原稿を追加した完全版として発行された。

## まんがビデオ
1999年12月3日に発売。発売元は日立マクセル。販売元はアートポート。原作漫画をデジタル加工で編集し、吹き出しに音声が加えられた映像作品。ナレーションは納谷六朗が担当。
収録内容は「怪奇蜘蛛男」、「13人の仮面ライダー」、「仮面の世界」の3つ。他の話は、ナレーションによって要所のみ挙げられる。
- スタッフ
  - 監督 - 殿勝秀樹
  - 音響監督 - 明田川進
  - 音楽 - 人良のび太
  - 映像編集 - 石川幸弘

## 関連作品
- 仮面ライダー対じごく大使 - 本作品最終章を原作とする映画作品。
- 仮面ライダーアマゾン - 同作者による『仮面ライダーアマゾン』の漫画作品。本作品と同デザインで立花藤兵衛が登場。
- 仮面ライダーアギト - コブラ男・へび女メドウサをモチーフにした男女の蛇怪人が登場する。
- 仮面ライダー THE FIRST - 本作品を原作とする映画作品。
- スーパーヒーロー大戦GP 仮面ライダー3号 - 『仮面ライダードライブ』放送時の春映画。立花藤兵衛の設定や本郷家の地下など本作品を意識した設定が登場する（ただし、どちらもショッカー側の嘘であった）。
- シン・仮面ライダー - 本作品を原作とする映画作品。
- 仮面ライダーEVE-MASKED RIDER GAIA- - 本作品の続編である小説。